# 嵐山次郎
嵐山 次郎（あらしやま じろう、 1943年12月14日 - 没年不明）は、岐阜県安八郡安八町出身で宮城野部屋に所属した元大相撲力士。本名は海老 二郎（えび じろう）。身長179cm、体重111kg。最高位は東前頭12枚目（1970年3月場所）。得意手は右四つ、寄り、下手投げ。

## 来歴・人物
中学卒業後上京し、旋盤工として働いていた。だが、吉葉山のファンだったことから宮城野部屋に稽古見学に行ったところ勧誘され、同部屋へ入門することとなった。
初土俵を踏んだのは1960年3月場所で、同期生には、後の関脇・長谷川や前頭・牧本らがいた。
身体が小さく取的時代に苦労したものの、順調に番付を上げていき、1967年3月場所で十両に昇進した。その場所では8勝7敗と勝ち越したが、翌場所では「番付枚数削減」のあおりを受け、幕下に陥落させられてしまった。
この処遇に腐らず努力を続けたものの、再び十両に上がるまで、1年以上かかった。
全盛期でも110kg程度と力士としては小柄ながら、右四つに組んでから櫓投げの大技を見せるなど豪快な相撲を取った。しかし気分屋で、無欲な性格だったために出世が遅れた。
1970年1月場所では西十両3枚目で8勝7敗という星を挙げ、今度は番付運に恵まれ、翌場所で新入幕を果たした。しかし本人が「ラッキーな入幕だった」と語るように同場所では4勝11敗と大敗し、幕内在位は結局この1場所だけで終わった。
1972年5月場所を最後に28歳で廃業し、以後は愛知県名古屋市中区で、相撲料理店「ちゃんこ 嵐山」を経営した。

## エピソード
- 嵐山という四股名は、占いで付けたもので、観光地の京都・嵐山との関連は特にない。この時、一緒に占ってもらって改名したのが、弟弟子の陸奥嵐（当時、南）である。

## 主な戦績
- 通算成績：323勝299敗15休 勝率.519
- 幕内成績：4勝11敗 勝率.267
- 現役在位：72場所
- 幕内在位：1場所
- 各段優勝
  - 十両優勝：1回（1969年7月場所）

### 場所別成績
| | 一月場所 初場所（東京） | 三月場所 春場所（大阪） | 五月場所 夏場所（東京） | 七月場所 名古屋場所（愛知） | 九月場所 秋場所（東京）   | 十一月場所 九州場所（福岡） |
| --- | ----------------------- | ----------------------- | ----------------------- | --------------------------- | ------------------------- | --------------------------- |
| 1960年 （昭和35年） | x                       | （前相撲）              | （前相撲）              | 西序ノ口24枚目 2–5          | 東序ノ口11枚目 4–3        | 東序二段73枚目 3–4          |
| 1961年 （昭和36年） | 東序二段81枚目 4–3      | 東序二段39枚目 3–4      | 東序二段51枚目 3–4      | 東序二段64枚目 5–2          | 東序二段14枚目 3–4        | 東序二段25枚目 5–2          |
| 1962年 （昭和37年） | 東三段目95枚目 4–3      | 西三段目74枚目 5–2      | 西三段目39枚目 4–3      | 西三段目33枚目 3–4          | 西三段目43枚目 休場 0–0–7 | 西三段目82枚目 4–3          |
| 1963年 （昭和38年） | 西三段目68枚目 6–1      | 西三段目18枚目 2–5      | 西三段目42枚目 4–3      | 西三段目22枚目 5–2          | 東幕下87枚目 5–2          | 東幕下62枚目 4–3            |
| 1964年 （昭和39年） | 西幕下54枚目 5–2        | 東幕下39枚目 2–5        | 東幕下53枚目 4–3        | 東幕下49枚目 3–4            | 西幕下59枚目 5–2          | 東幕下43枚目 5–2            |
| 1965年 （昭和40年） | 東幕下33枚目 1–5–1      | 東幕下57枚目 1–6        | 西幕下82枚目 4–3        | 東幕下78枚目 5–2            | 西幕下57枚目 5–2          | 東幕下39枚目 6–1            |
| 1966年 （昭和41年） | 西幕下23枚目 3–4        | 西幕下25枚目 4–3        | 東幕下23枚目 3–4        | 東幕下28枚目 4–3            | 東幕下24枚目 6–1          | 西幕下12枚目 6–1            |
| 1967年 （昭和42年） | 東幕下3枚目 5–2         | 西十両18枚目 8–7        | 西幕下3枚目 4–3         | 東幕下2枚目 3–4             | 東幕下5枚目 4–3           | 西幕下2枚目 2–5             |
| 1968年 （昭和43年） | 西幕下14枚目 5–2        | 東幕下10枚目 6–1        | 西幕下筆頭 4–3          | 西十両13枚目 8–7            | 西十両10枚目 8–7          | 西十両8枚目 7–8             |
| 1969年 （昭和44年） | 東十両9枚目 4–11        | 東幕下2枚目 5–2         | 西十両13枚目 8–7        | 東十両8枚目 優勝 11–4       | 東十両筆頭 4–11           | 西十両8枚目 9–6             |
| 1970年 （昭和45年） | 西十両3枚目 8–7         | 東前頭12枚目 4–11       | 西十両5枚目 6–9         | 東十両10枚目 8–7            | 東十両8枚目 3–12          | 西幕下筆頭 3–4              |
| 1971年 （昭和46年） | 西幕下6枚目 4–3         | 西幕下4枚目 2–5         | 東幕下17枚目 5–2        | 東幕下8枚目 5–2             | 東幕下2枚目 5–2           | 西十両12枚目 8–7            |
| 1972年 （昭和47年） | 西十両9枚目 6–9         | 東十両12枚目 5–10       | 東幕下5枚目 引退 0–0–7  | x                           | x                         | x                           |
| 各欄の数字は、「勝ち-負け-休場」を示す。 優勝 引退 休場 十両 幕下 三賞：敢=敢闘賞、殊=殊勲賞、技=技能賞 その他：★=金星 番付階級：幕内 - 十両 - 幕下 - 三段目 - 序二段 - 序ノ口 幕内序列：横綱 - 大関 - 関脇 - 小結 - 前頭（「#数字」は各位内の序列） |                         |                         |                         |                             |                           |                             |

### 幕内対戦成績
| 力士名 | 勝数 | 負数 | 力士名       | 勝数 | 負数 | 力士名   | 勝数 | 負数 | 力士名 | 勝数 | 負数 |
| ------ | ---- | ---- | ------------ | ---- | ---- | -------- | ---- | ---- | ------ | ---- | ---- |
| 朝登   | 0    | 1    | 旭國         | 0    | 1    | 大文字   | 1    | 0    | 大雄   | 0    | 1    |
| 貴ノ花 | 0    | 1    | 戸田(羽黒岩) | 0    | 1    | 栃王山   | 0    | 1    | 福の花 | 0    | 1    |
| 二子岳 | 1    | 0    | 増位山       | 0    | 1    | 三重ノ海 | 0    | 1    | 若浪   | 0    | 1    |
| 若二瀬 | 1    | 0    |              |      |      |          |      |      |        |      |      |

## 改名歴
- 海老山（かいろうやま）1960年7月場所-1961年5月場所
- 開路山（かいろやま）1961年7月場所-1962年11月場所
- 嵐山（あらしやま）1963年1月場所-1967年11月場所
- 海老（えび）1968年1月場所-同年5月場所
- 嵐山 次郎（あらしやま じろう）1968年7月場所-1972年5月場所（廃業）